# Скутигери
Скутигери (Scutigeromorpha) — ряд хижих багатоніжок з класу губоногих. 3 родини і близько 100 видів, зокрема добре відомі представники, такі як мухоловка звичайна (Scutigera coleoptrata), що розповсюдилася по всьому світу. Монофілія скутигероморф підтверджується багатьма унікальними ознаками. Дихальна система відрізняється розташуванням дихалець на задньому краю тергітів. Мають дуже довгі латеральні антени. Вони єдині серед усіх багатоніжок, у яких для перенесення кисню використовується гемоціанін. 8 витягнутих тергальних пластинок покривають 15 сегментів тіла, які несуть 15 пар ніг. Фасеткові очі, ультраструктура яких нагадує очі комах і ракоподібних. Швидко бігають: швидкість пересування деяких видів досягає 40 см/с. Самиці відкладають по одному яйцю. Молодь зразу після появи має тільки 4 пари активних кінцівок.

## Палеонтологія
Ряд Scutigeromorpha належить до числа найдавніших губоногих багатоніжок. Кінцівки, типові для його представників, знайдено в силурійських і девонських відкладах Уельсу, Шотландії та США. Викопні представники ряду відомі також з нижньокрейдових відкладів Бразилії.

## Систематика
Близько 100 валідних видів, 26 родів і підродів і 3 родини. Представляють монофілетичну групу, одну (Notostigmophora) з двох основних гілок еволюційного древа сучасних багатоніжок (до другої Pleurostigmophora належать всі інші ряди).
- Pselliodidae
- Scutigeridae
- Scutigerinidae